# Pjetër Arbnori
Pjetër Filip Arbnori (pjɛtəɾ aɾbnɔɾi; Durrës, 1935. január 18. – 2006. július 8.) albán gulagtúlélő, aki 28 éves börtön- és internálótábor-büntetésének letöltését követően a „Balkán Mandelája” becenevet kapta. Halálát követően (post mortem) megkapta az albán Nemzet Becsülete díjat.

## Élete
Arbnori hétéves korában lett árva, amikor apját megölték Enver Hoxha partizánjai a második világháborúban. 18 évesen érettségizett, de főiskolára nem mehetett, mert fegyverrel harcolt a kommunista rezsim ellen, anyjával és a két idősebb nővér együtt.
Tanítóként helyezkedett el, de egy év után politikai okokból elbocsátották az állásából. Miután letöltötte sorkatonai szolgálatát a hegyek között, napszámosként próbált megélni. Eközben hamis dokumentumokkal beiratkozott a Tiranai Egyetem filológia szakára, amit levelező tagozaton, öt év helyett fele annyi idő alatt befejezett.
1960-ban Kavaja városában irodalmat tanított, és itt hamarosan összegyűjtötte az értelmiségieket egy szociáldemokrata mozgalom „sejtjeként”, abban reménykedve, hogy egy pluralista társadalom alapjait rakhatja le. A Sigurimi (albán titkosrendőrség) besúgás alapján letartóztatta a csoport tagjait. A vizsgálat két évig tartott, és a hosszadalmas kihallgatások, kínzások után halálra ítélték. Ezt később 25 év börtönbüntetésre változtatták, mert a hatóságok azt remélték, hogy Arbnori későbbi megtörése révén másokat is elfoghatnak az államellenes szervezkedés résztvevőiből.
A börtönben megszervezte a fogvatartottak tiltakozását. Az egyik módja volt ennek, hogy a lehető legapróbb betűkkel az újságok margójára írta az aktuális híreket a foglyoknak, akik olvasva ezeket, értesültek a külvilág történéseiről. Közben számos új novellát írt, amelyek közül sok megjelent a szabadulását követően.
Amikor letöltötte a rá kirótt börtönbüntetését, önkényesen, azaz ítélet nélkül hozzáadtak tíz évet, így csak 1989-ben engedték ki, tehát 26 évesen tartóztatták le, és 54 évesen szabadult. Ezt követően az első munkahelye egy asztalosinasi állás volt, később megnősült, és két gyereke született.
Arbnori dacolva a kommunista rezsimmel, hamarosan részt vett egy alulról szerveződő mozgalomban, és kevesebb mint öt hónappal a szabadulása után, egy kommunistaellenes demonstráció során, Shkodra belvárosában ledöntötték Sztálin szobrát. Az első szabad választáskor Arbnorit megválasztották az albán nemzetgyűlés tagjává, majd később még három alkalommal képviselőnek. Kétszer is megválasztották az albán parlament elnökévé (1992. április 6., illetve 1997. július 24.).
1997-ben pártja elvesztette a választásokat, és a Fatos Nano által vezetett Albán Szocialista Párt felelőtlen gazdálkodása következtében, az ebből is fakadó pénzügyi zűrzavarban (lásd még: albán piramisjáték, albán polgárháború) ezrek mentek tönkre. Az ellenzék soraiban hamar világossá vált, illetve személyesen Arbnori ismerte fel, hogy óriási kockázata volt a cenzúra visszaállításának országszerte a régi kommunista rezsim „hagyományai” szerint. Amikor az állami tulajdonban lévő televízió nem volt hajlandó hírt adni az ellenzéki pártok kezdeményezéseiről, éhségsztrájkolni kezdett. Ekkor ragadt rá későbbi beceneve, a „Balkán Mandelája”, mely politikai küzdelem során – sok nyugati kormány támogatása révén – rákényszerítette a többségi albán parlamenti koalíciót, hogy felülvizsgálja álláspontját, és hivatalosan garanciát vállaljon a független sajtó, illetve az állami beavatkozás tiltása mellett. Ez utóbbi Arbnori-törvénymódosítás néven lett később ismert.
2006-ban agyvérzésben Olaszországban halt meg. Arbnori túlélte a szabadságvesztés hosszú éveit a burreli börtönben, feláldozta egész fiatalságát az elveiért, két árva, tizenéves gyermeket hagyott hátra. Albánia kormánya, aminek addigra újra a Demokrata Párt adta a tagjait, hivatalos állami temetésen tisztelgett a legendás szabadságharcos előtt.
Halála után az albán turisztikai, művelődési, ifjúsági és sportminisztérium a Kultúra Nemzetközi Központját (a volt Enver Hoxha Múzeumot, ismertebb nevén a Piramist) Pjetër Arbnori Kultúra Nemzetközi Központjává nevezte át.
2007. május 25-én alapították a Pjetër Arbnori irodalmi díjat, amely évente adományozható egy albán vagy külföldi írónak, aki folyamatosan hozzájárul a nemzeti és a világirodalom fejlődéséhez, gyakorlatilag egyenértékű az amerikai Pulitzer-díjjal.

## Művei
- Nga jeta në burgjet komuniste (1992)
- Kur dynden vikingët (1993)
- Mugujt e mesjetës (1993)
- Bukuroshja me hijen (1994)
- Lettre de prison (1995)
- E bardha dhe e zeza (1995)
- E panjohura – Vdekja e Gebelsit (1996)
- Shtëpia e mbetur përgjysmë (1997)
- Vorbulla (1997)
- Brajtoni, një vetëtimë e largët (2000)
- Martiret e rinj në Shqiperi. 10300 ditë e net në burgjet komuniste (2004)

## Bibliográfia
- Akademia e Shkencave e Shqipërisë (2008) (in Albanian), Fjalor Enciklopedik Shqiptar (Albanian encyclopedia), Tirana, ISBN 978-99956-10-27-2
- Robert Elsie, Historical Dictionary of Albania, New Edition, 2004, ISBN 0-8108-4872-4
- Shefki Hysa, "The Diplomacy of self-denial" (Diplomacia e vetëmohimit), publicistic, Tirana, 2008, ISBN 978-99956-650-3-6